# 132a Brigada Mixta (Exèrcit Popular de la República)
La 132 Brigada Mixta fou una unitat militar de l'Exèrcit Popular de la República que lluità en la guerra civil espanyola. Fou alçada l'11 de juny de 1937 a partir de la Columna Macià-Companys i orgànicament depenia de la 30a Divisió de l'Exèrcit Popular Republicà, englobada en el XII Cos d'Exèrcit de la República.

## Composició
Estava formada per 4 batallons: 2 d'Estat Català, 1 del PSUC i 1 organitzat a partir del primer regiment militar organitzat a Lleida. Cadascun se subdividia a la vegada en 4 companyies. Molts dels seus components ja havien format part de la Columna Volant Catalana, que havien format milicians que havien participat en l'Desembarcament de Mallorca per part de la columna d'Alberto Bayo i pertanyents a Estat Català, PSUC i la CNT (proscrita a partir del 1937). Finalment els seus Batallons es van convertir en el 525, 526, 527 i 528.

## Comandament
Fou comandada pel major Aurelio Soria, i més tard per Antoni Blàvia i Esquirol. Els comissaris polítics foren Josep Fusimaña Fábregas i Raimon Farré i Gassó, ambdós del PSUC.

## Situació al front
Immediatament després de la seva formació fou enviada a Terol (front d'Aragó), on tingueren una participació destacada als sectors de Cervera del Rincón, Armillas, Utrillas i Pancrudo i posteriorment a l'Ofensiva de Saragossa, participant a la conquesta de Belchite. Poc després el front de la 132a Brigada Mixta cobria des de Perales de Alfambra enllaçant amb la Columna Galán i amb la Columna Torres Benedito, totes procedents de les terres de llevant. Les companyies que estaven un cert temps a les trinxeres anaven a descansar a rereguarda a les poblacions de Valdeconejos o a Mezquita de Jarque i entre Escucha i Perales del Alfambra s'organitzava la tropa. El 5 de febrer de 1938 defensaren aferrissadament les posicions de l'ofensiva franquista durant la batalla de Terol a Utrillas i Montalbà, havent de recular el 525 Batalló i la resta de Batallons intentar taponar els pobles de Parras i Son del Puerto. Durant l'ofensiva de les tropes franquistes a San Martín del Río (on hi havia la Comandància del 525 Batalló) i Vivel del Río (on hi havia les forces del 525 Batalló) el 9 de març de 1938 aguantaren la posició cinc dies davant les forces del Corpo Truppe Volontarie (CTV) i foren condecorats amb el distintiu de l'Infant de Combat pel Ministeri de Defensa. Van continuar en retirada cap a la població de Aliaga per saltar cap a les muntanyes de Villarluengo i Cantavieja, on quedarien, en part, despenjats de la seva Divisió.
El 14 de març rellevaren la posició de la 780 Divisió a Palomar del Arroyo, i protagonitzaren una heroica resistència a Alcolea del Pinar. Donat que el 15 d'abril les tropes franquistes arriben a Vinaròs, la 132a Brigada Mixta es queda despenjada definitivament de la seva Divisió i ja no pot tornar a Catalunya, quedant-se entre les poblacions de Villarluengo i Cantavieja. El 23 d'abril substituïren la 117a Brigada Mixta a Molinos (Terol), on foren atacats amb artilleria i aviació pels franquistes, i es replegaren a Iglesuela del Cid (L'Anglesola) on la majoria de forces eren de la Columna Galán, la Torres Benedito, la Hierro i la Largo Caballero. Des d'aquí cap a Ares del Maestre i Benasal ja a mitjans i finals de maig de 1938. De Benasal a Culla i de Culla a Torre Embessora. El juny ja es trobaven a Rubielos de Mora en direcció a Sogorb i on van tindre alguns combats i sobretot bombardejos d'aviació, arribant a Onda, tot en direcció ja al front de Castelló, entre Borriana, Nules i la Vall d'Uixó. Es van acabar replegant cap a la carretera Albocàsser-Castelló i es van fer forts a la Mola d'Ares.
Quan el juny de 1938 va caure Castelló es replegaren a Alcalà de Xivert i l'agost a Xiva de Morella. Des d'aquesta població els van dir que passarien a reforçar d'altres unitats i que la 132a Brigada Mixta se n'anava cap al front d'Andalusia, concretament a la ciutat de Puertollano, a la província de Ciudad Real. Va passar a formar part de la 61ª Divisió del XIII Cos d'Exèrcit de l'Exèrcit de Llevant, en un front ja paralitzat per la batalla de l'Ebre. El desembre de 1938 ja eren a la ciutat de El Viso, mentre la resta de Brigades Mixtes se situaven a les localitats de Dos Torres, Villanueva del Duque i Hinojosa del Duque, entre d'altres.
El 13 de gener va ser enviada al front d'Extremadura per intervindre en la batalla entre Valsequillo i Peñarroya, en la qual no va estar en l'acció principal, i aquí els va arribar el final de la guerra.

## Fi de la guerra i empresonament
El març de 1939 foren enviats cap al port d'Alacant per tal de ser evacuats, però els vaixells no hi arribaren i acabaren presoners. Molts d'ells foren enviats al Camp d'Albatera, d'on alguns en pogueren sortir amb avals de persones addictes a Franco. Els comandaments que no aconseguiren fugir cap a l'exili foren executats pels franquistes.